# ホセイン・サベシェムシャキ
ホセイン・サベシェムシャキ（ペルシア語: حسین ساوه شمشكی、1985年8月5日 - ）は、イランのアルペンスキー選手。
弟のポーリヤ・サベシェムシャキ とともにバンクーバー五輪イラン代表として出場 。自身の最高順位は男子回転（スラローム）における41位。
2014年ソチオリンピック、2017年アジア冬季競技大会においてはイラン選手団の旗手を務めた。
国際大会における彼の最高記録は2015年アジアアルペンスキーチャンピオンシップにおける回転（スラローム）の金メダルと大回転での銀メダルである。
3度目の五輪出場となる2022年北京オリンピックにおいても自身を含め2人が参加したイラン選手団の旗手を務めたが、国際検査機関による検査で、サベシェムシャキから採取したサンプルを分析した結果、世界アンチ・ドーピング機関が禁止薬物に指定したアナボリックステロイドの陽性反応を示し、北京大会初のドーピング摘発事例となった。

## 冬季オリンピック・アジア大会順位
| 大会                                   | 開催都市                  | 年   | 年齢 | 回転 | 大回転 | スーパー大回転 | 滑降 | 複合 |
| -------------------------------------- | ------------------------- | ---- | ---- | ---- | ------ | -------------- | ---- | ---- |
| 2007年アジア冬季競技大会               | 長春市                    | 2007 | 21   | 9    | 11     | —              | —    | —    |
| 2010年バンクーバーオリンピック         | バンクーバー              | 2010 | 24   | 41   | 70     | —              | —    | —    |
| 2011年アジア冬季競技大会               | ヌルスルタン & アルマトイ | 2011 | 25   | —    | —      | 4              | 4    | 4    |
| 2014年ソチオリンピック                 | ソチ                      | 2014 | 28   | 31   | 55     | —              | —    | —    |
| アルペンスキーチャンピオンシップ       | 龍平                      | 2015 | 29   | 1    | 2      | —              | —    | —    |
| 2017年アジア冬季競技大会               | 札幌市                    | 2017 | 31   | 5    | 10     | —              | —    | —    |
| アジアアルペンスキーチャンピオンシップ | Darbandsar                | 2018 | 32   | 3    | —      | —              | —    | 3    |

## 脚註
1. ↑  “Profile”. Vancouver 2010. 2010年12月16日閲覧。
2. ↑  “Men's slalom results”. Vancouver 2010. 2010年4月8日時点のオリジナルよりアーカイブ。2010年12月16日閲覧。
3. ↑  “Iran names Saveh Shemshaki as flag bearer for Sochi Olympics - Tehran Times” (2014年2月25日). 2020年2月22日閲覧。
4. ↑  “Yahoo Maktoob Sports”. Yahoo Feb 2014. 2014年2月6日閲覧。
5. ↑  “افتتاح رسمی هشتمین دوره بازیهای آسیایی زمستانی | www.SkiFed.ir”. www.skifed.ir. 2020年2月22日閲覧。
6. ↑  “Iran’s Saveh Shemshaki Claims Gold in Asian Alpine Ski Championship - Sports news” (英語). Tasnim News Agency. 2020年2月22日閲覧。
7. ↑  “Iranian Skier Wins Silver at Asian Alpine Contest” (英語). Financial Tribune (2015年3月4日). 2020年2月22日閲覧。
8. ↑  “Winter Olympics: Iranian first to test positive for doping in Beijing”. BBC Sport. 2022年2月10日閲覧。